# London congestion charge
La London congestion charge (inglese: tassa di congestione di Londra) è un pedaggio che devono pagare i conducenti di alcuni mezzi a motore per poter accedere alle parti di Londra designate come Congestion Charge Zone e situate nel centro della città. Il suo scopo è di scoraggiare l'utilizzo dei mezzi di trasporto a motore privati, ridurre la congestione e ricavare fondi per investimenti nel trasporto pubblico. La tariffa è di 15,00 £ al giorno per ogni veicolo interessato che viaggi nella zona a pagamento tra le ore 7 del mattino e le 22; chi trasgredisce al pagamento deve pagare una multa. Il pedaggio è entrato in funzione il 17 febbraio 2003 nella parte centrale della città, ed è stato esteso in ulteriori zone ad ovest del centro il 19 febbraio 2007.

## Funzionamento
Riportiamo un opuscolo divulgato dalla Transport for London, l'ente gestore dei trasporti a Londra, che spiega il funzionamento del sistema della Congestion Charge:
La Congestion Charge consiste in un pedaggio giornaliero di £11.50 che dà diritto
a guidare veicoli all’interno della zona soggetta a pedaggio, dalle ore 7:00 alle ore
18:00 dal lunedì al venerdì, a esclusione delle festività nazionali e del periodo
compreso tra il 25 dicembre e il 1º gennaio incluso. Il pagamento di questo
pedaggio giornaliero ti consentirà di oltrepassare i limiti della zona soggetta a
pedaggio, e di entrare e uscire il numero di volte che desideri. Puoi decidere
di pagare il pedaggio entro la mezzanotte del giorno di tassazione successivo,
ma in questo caso l’importo sarà di £14. È possibile pagare il pedaggio il giorno
successivo solo tramite il sito tfl.gov.uk/cc oppure contattando il numero
0343 222 2222.
Come funziona?
I cartelli “Congestion Charging zone” installati lungo la strada ti aiuteranno a capire
se stai entrando o se ti stai allontanando dalla zona soggetta a pedaggio. Non sono
presenti barriere o caselli. Al contrario, il pagamento del pedaggio comporta la
registrazione del numero di targa in un apposito database. Nel momento in cui entri
o esci dalla zona soggetta a pedaggio, oppure circoli al suo interno, le telecamere
rileveranno il tuo numero di targa e il sistema cercherà corrispondenze nel database
dei veicoli che hanno già pagato il pedaggio e dei veicoli non tenuti al pagamento,
poiché esenti o beneficiari dello sconto del 100%. In seguito alla verifica del
numero di targa, le fotografie scattate al tuo veicolo saranno automaticamente
eliminate dal database. Se ti sei registrato al servizio di pagamento automatico
(“Auto Pay”) della Congestion Charge, le foto del tuo veicolo saranno conservate
per tutto il periodo in cui il mantenimento dei dati potrà risultare utile per risolvere
eventuali controversie relative ai pagamenti. Al termine di tale periodo i dati
saranno eliminati in via definitiva.
Pagamento della Congestion Charge
Se viaggi all’interno della zona soggetta a pedaggio durante l’orario di applicazione
della tassa, dovrai pagare l’importo relativo alla Congestion Charge. Il pedaggio
giornaliero di £11.50 può essere pagato in anticipo oppure entro la mezzanotte del
giorno in cui si viaggia. Consulta le pagine 10-18 per informazioni sulle modalità di
pagamento. In alternativa, puoi decidere di pagare il pedaggio entro la mezzanotte
del giorno di tassazione successivo, ma in questo caso pagherai £14. Registrandoti
per il servizio di pagamento automatico della Congestion Charge, non dovrai più
preoccuparti di pagare il pedaggio ogni volta, poiché il pagamento è completamente
automatizzato. Inoltre, pagherai un pedaggio giornaliero ridotto, pari a £10.50, e
non incorrerai nel pagamento di sanzioni amministrative (consulta pagina 19 per
maggiori informazioni)
Sanzioni amministrative
Le ragioni per le quali puoi incorrere in una sanzione amministrativa sono molteplici,
per esempio se non hai pagato la Congestion Charge entro la mezzanotte del giorno
di tassazione successivo al giorno in cui intendi circolare. Incorrerai in una sanzione
amministrativa anche se avrai pagato il pedaggio per un numero di targa non
corrispondente al tuo o per una data non corretta.
La sanzione ammonta attualmente a £130, riducibile a £65 se saldata entro
14 giorni dalla data di emissione. Se non pagherai la sanzione amministrativa entro
28 giorni, incorrerai in una sanzione maggiorata pari a £195. Il mancato pagamento
della somma di £195 comporterà la registrazione del debito con il Tribunale
Distrettuale e un ulteriore aumento della sanzione fino a £202. In caso di mancato
pagamento, l’autorità giudiziaria emetterà un’ingiunzione di pagamento per il
recupero delle somme dovute.»
Per ulteriori informazioni circa il pedaggio per l'attraversamento del tunnel di Dartford, il funzionamento del sistema CC Auto Pay, le modalità alternative per il pagamento del pedaggio, come richiedere il rimborso, esenzioni e sconti, si rimanda all'anzidetto opuscolo: clicca qui per consultarlo.

## Area coinvolta

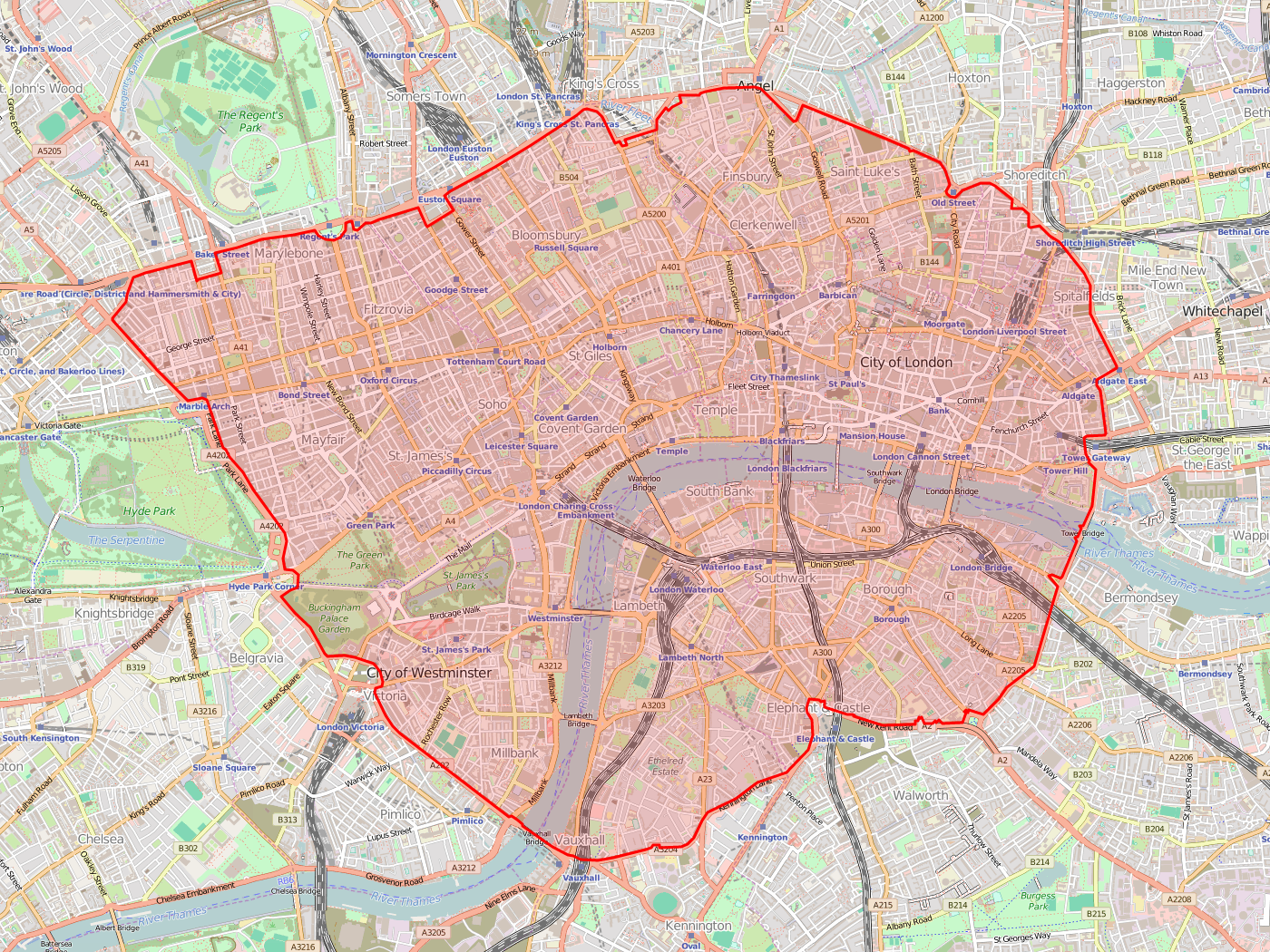
L'area coinvolta dalla London congestion charge

La zona soggetta all'applicazione della tassa di congestione ricopre tutti quei quartieri circoscritti dalla Inner Ring Road, tra cui la città di Londra, ovvero il principale distretto finanziario della capitale, e anche il West End, il centro della città animato dai numerosissimi teatri e negozi. Malgrado ricopra sostanzialmente un'area commerciale, entro i confini della London congestion charge vi sono ben 136,000 residenti.
Partendo dall'estremo nord e muovendosi in senso orario, le strade principali che descrivono la London congestion charge sono Pentonville Road, City Road, Old Street, Commercial Street, Mansell Street, Tower Bridge Road, New Kent Road, Elephant and Castle, Kennington Lane, Vauxhall Bridge Road, Park Lane, Edgware Road, Marylebone Road ed Euston Road. Per mettere al corrente gli utenti della strada dell'esistenza di questa prescrizione, inoltre, è stata ideata un'apposita segnaletica, di tipo sia orizzontale che verticale.

## Storia
L'efficacia del pedaggio urbano era già stata accertata nel 1964 con la pubblicazione dello Smeed Report. Anche Londra, per ridurre la congestione del traffico nel centro della città, nel 1973 decise di realizzare uno studio di fattibilità per valutare la fruttuosità di questo sistema, proprio nello stesso periodo in cui si accarezzava l'idea - rimasta incompiuta - di costruire le London Ringways, una serie di quattro strade di circonvallazione che avrebbero dovuto circondare il centro della città, con un conseguente aumento del volume di traffico.

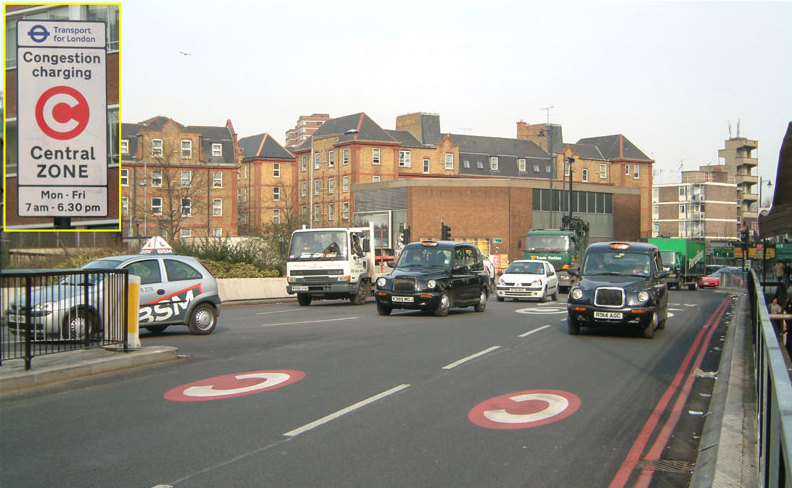
Segnaletica orizzontale e verticale per indicare l'ingresso nella zona soggetta al pedaggio

Fu solo nel 1995, tuttavia, che il London Congestion Research Programme concluse definitivamente che l'economia londinese avrebbe sensibilmente benificiato dell'introduzione di un pedaggio urbano; lo stesso Ken Livingstone, candidato sindaco di Londra nel 2000, propose nel proprio programma elettorale l'applicazione di una tassa di cinque sterline ai veicoli di passaggio nel centro della città. Dopo aver vinto le elezioni, il Sindaco - con la sinergia di Transport for London - constatò che questo schema avrebbe reso il traffico veicolare più fluido, la rete di trasporti pubblici più efficiente e che avrebbe migliorato la qualità della vita nel centro di Londra, che - in questo modo - sarebbe divenuta anche maggiormente attrattiva per il business.
Lo schema venne introdotto definitivamente il 17 febbraio 2003 e venne applicato in tutti quei quartieri circoscritti dalla London Inner Ring Road; il decongestionamento fu immediato, tanto che il volume del traffico decrementò all'istante del 25% (taluni, tuttavia, hanno suggerito che in realtà il livello del traffico era stato alterato dalle vacanze scolastiche, e non dall'applicazione del pedaggio). Molto discussi sono stati anche gli effetti sull'economia locale; malgrado la TfL ha stabilito che l'impatto economico della London congestion charge sia stato «neutrale», sono stati in molti a lamentarsi di perdite dovute sia al decremento del traffico che all'aumento dei costi di consegna della merce.
Un verdetto finale sulle conseguenze apportate dall'adozione di questo sistema è stato pubblicato il 23 ottobre 2003 dalla TfL. Questa relazione indicava, principalmente, che la media del traffico veicolare diretto nel centro della città si era ridotto di 60,000 unità rispetto all'anno precedente; un 50–60% di questa diminuzione è stata attribuita al passaggio dal mezzo privato al trasporto pubblico, 20–30% ai tragitti che evitavano la zona, 15–25% al maggiore utilizzo del car sharing, e il rimanente ad un numero ridotto di viaggi.

## Effetti

### Traffico

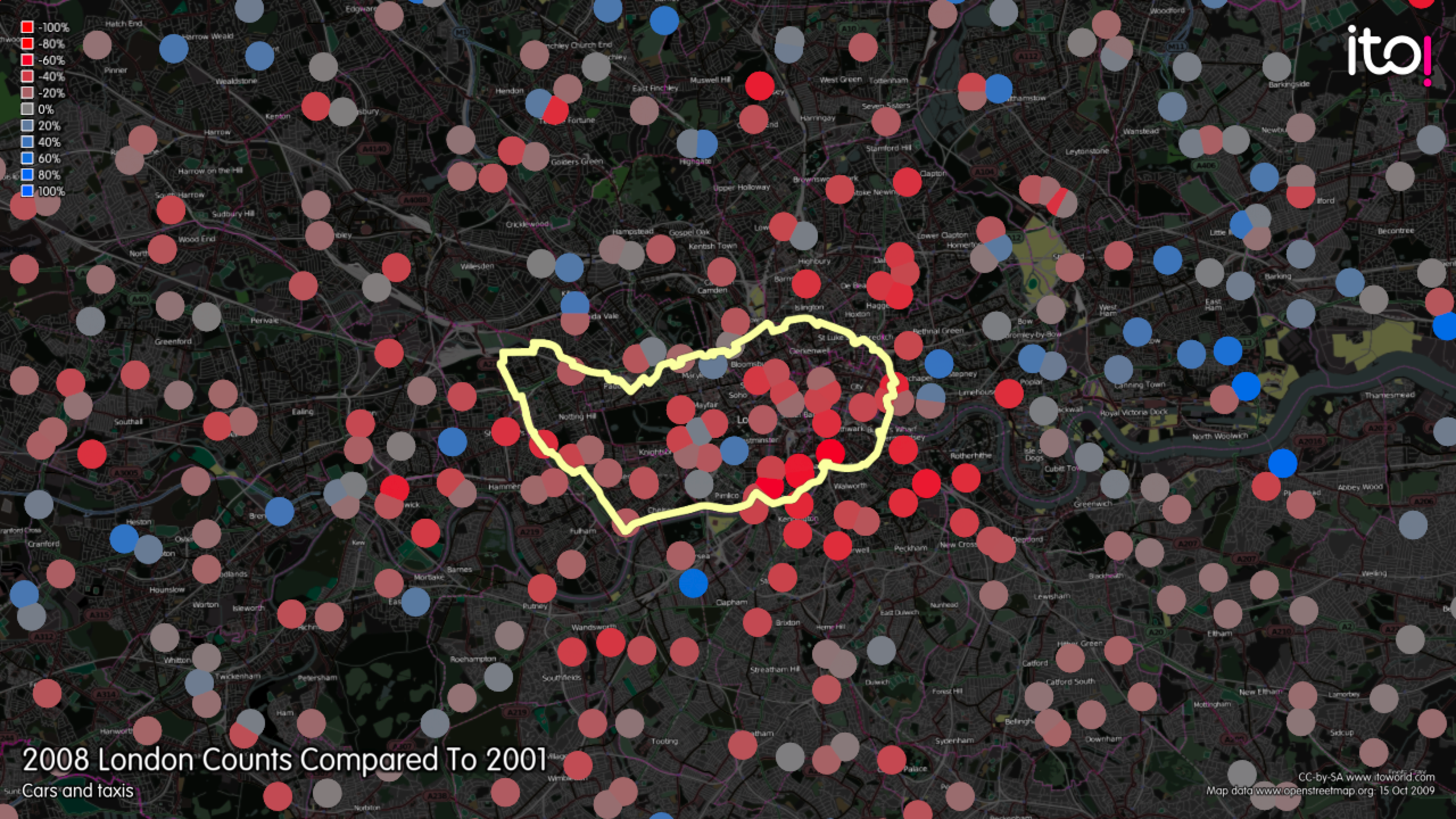
Cambiamento del volume di traffico a Londra; i pallini rossi indicano un decremento del traffico veicolari, mentre quelli blu un incremento

Nel 2007, la TfL ha constatato una riduzione degli ingressi dei veicoli suscettibili alla tariffa nella zona del 30%, con un crescente utilizzo di taxi, bus, e soprattutto biciclette. Anche il profilo giornaliero dei flussi veicolari è stato coinvolto, con meno traffico dopo le 9:30 del mattino ed un picco registrato immediatamente prima e dopo il termine del periodo soggetto all'applicazione della Congestion Charge.
Allo stesso tempo, il traffico completamente compreso dalla Congestion Charge è rimasto praticamente invariato, suggerendo così che i tragitti dei residenti di quella zona non è stato per nulla influenzato.

### Qualità dell'aria
Malgrado le previsioni della TfL, secondo cui l'applicazione della tariffa non avrebbe influenzato significativamente la qualità dell'aria, è stato notato che tra il 2002 e il 2003 il livello di ossidi di azoto (NOX), di anidride carbonica e di particolato è calato del 13.4%.
Questi risultati sono stati confermati nel 2007 dal Fifth Annual Monitoring Report del TfL, che ha rilevato che tra il 2003 e il 2006 le emissioni di NOX sono calate del 17%, quelle di PM10 del 24% e quelle di CO2 del 3%, valori ottenuti grazie a una maggiore fluidità del traffico e al miglioramento delle tecnologie automobilistiche. Globalmente, il tasso di diminuzione della CO2 nel 2007 è stato pari al 20%.
| | Zona di applicazione della Congestion charge | Zona di applicazione della Congestion charge | Zona di applicazione della Congestion charge | Inner Ring Road | Inner Ring Road | Inner Ring Road |
| | NOX                                          | PM10                                         | CO2                                          | NOX             | PM10            | CO2             |
| Cambiamento delle emissioni del traffico stradale, 2003 vs. 2002 | −13.4                                        | −15.5                                        | −16.4                                        | −6.9            | −6.8            | −5.4            |
| Cambiamento delle emissioni del traffico stradale, 2004 vs. 2003 | −5.2                                         | −6.9                                         | −0.9                                         | −5.6            | −6.3            | −0.8            |
| Cambiamento dovuto al miglioramento della tecnologia automobilistica, 2003-2006 | −17.3                                        | −23.8                                        | −3.4                                         | −17.5           | −20.9           | −2.4            |
| Fonte: Impacts Monitoring – Fourth Annual Report (PDF), su tfl.gov.uk, Transport for London (archiviato dall'url originale il 29 aprile 2015). e Impacts Monitoring – Fifth Annual Report (PDF), su tfl.gov.uk, Transport for London, June 2007. URL consultato il 23 novembre 2007 (archiviato il 22 gennaio 2014). |                                              |                                              |                                              |                 |                 |                 |